# 赤髪のとも
赤髪のとも（あかがみのとも）は日本の男性ゲーム実況者、YouTuber。

## 活動
『Minecraft』の実況プレイは人気を集め、「あかがみんクラフト」としてシリーズ化された。この「あかがみんクラフト」に主に参加するメンバーは「あかがみんメンバー」と呼ばれ、メンバー間のアットホームな掛け合いなどで人気を集めた。
ゲーム実況の他、アウトドアや料理、旅行の様子やコラボレーション動画などを配信する実写動画も作成している。

## 経歴
2009年12月にチャンネル開設。2011年頃から『Minecraft』の実況を始める。2013年には登録者数が10万人に達した。
HIKAKINとのコラボレーション動画を切っ掛けに登録者数が増加し、2015年には100万人に達した。
2023年には『グランド・セフト・オートV』のマルチプレイMODである「ストリートグラフティ ロールプレイ」サーバーでの実況配信を開始した。
2023年3月25日から4月30日まで、東武動物公園にて「あかがみん」とのコラボレーション企画が開催され「コラボ入園券」やオリジナルグッズなどが販売された。
2023年4月6日、月刊少年マガジンで、あかがみんメンバーを題材とした漫画『あかがみんは脱出できない』（原作：青柳碧人、マンガ：矢崎えり）の連載が開始された。
2023年9月9日と10日にオフラインイベント「しぐなるぜろ」をらっだぁ、日常組のぺいんとと共にパシフィコ横浜国立大ホールで開催した。本イベントは人気を博し、11月26日には追加公演がKアリーナ横浜にて開催された。2025年4月29日には同じくらっだぁ、ぺいんとらと共に「しぐなるぜろ」に続くオフラインイベント「しぐなるわん -Signal One-」をさいたまスーパーアリーナスタジアムモードにて開催し3万5千人の観客を集めた。

## 書籍
- 青柳碧人、矢崎えり、赤髪のとも、ガジェット通信『あかがみんは脱出できない 1』講談社、2023年10月17日。ISBN 978-4-06-532254-3。
- 青柳碧人、矢崎えり、赤髪のとも、ガジェット通信『あかがみんは脱出できない 2』講談社、2024年2月16日。ISBN 978-4-06-534681-5。
- 青柳碧人、矢崎えり、赤髪のとも、ガジェット通信『あかがみんは脱出できない 3』講談社、2024年6月17日。ISBN 978-4-06-535622-7。
- 青柳碧人、矢崎えり、赤髪のとも、ガジェット通信『あかがみんは脱出できない 4』講談社、2024年11月15日。ISBN 978-4-06-537214-2。